# Драгоманов, Михаил Петрович
Михаи́л Петро́вич Драгома́нов (укр. Миха́йло Петро́вич Драгома́нов (Драгома́нів); 18 (30) сентября 1841, Гадяч, Полтавская губерния, Российская империя — 20 июня (2 июля) 1895, София, Княжество Болгария, Османская империя) — украинский учёный и критик, публицист, историк, философ, экономист, фольклорист, общественный деятель, основатель украинского социализма.
Один из организаторов «Старой громады» в Киеве. Доцент Киевского университета (1864—1875). Брат Ольги Косач, дядя Михаила Косача и Леси Украинки, повлиявший на её формирование как писателя, тесть Ивана Шишманова и Ивана Труша. Выдающийся идеолог украинцев-автономистов.

## Биография
Родители Михаила Драгоманова, мелкопоместные дворяне, потомки казацкой старшины, были образованными людьми, разделяли либеральные для своего времени взгляды. Отец — литератор Пётр Якимович Драгоманов. «Я слишком обязан своему отцу, который развил во мне интеллектуальные интересы, с которым у меня не было моральных разногласий и борьбы…» — вспоминал позднее М. Драгоманов.
В 1849—1853 обучался в Гадячском уездном училище, где, среди других дисциплин, выделял историю, географию, языки, увлекался античным миром. Продолжил обучение в Полтавской гимназии (ныне Полтавская школа № 3). Поражал преподавателей своей необычайной целеустремленностью, трудолюбием, образованностью. Его сестра Ольга вспоминала, что «книг… Михаил перечитал ещё в гимназии такую силу и таких авторов, что много учащихся средних школ более поздних времен… удивились бы, услышав, что между теми авторами были и такие… как Шлоссер, Маколей, Прескотт, Гизо». Осенью 1859 поступил на историко-филологический факультет Киевского университета Святого Владимира. Здесь у него появляются значительно более широкие возможности для совершенствования своего общего образования, полнее и живее знакомиться с теми общественными и политическими процессами, которые постоянно зарождались в студенческой среде.
Университет тех времен представлял собой один из важнейших очагов научной, культурной и общественной жизни. В значительной степени это была заслуга попечителя Киевского учебного округа знаменитого хирурга Николая Пирогова, который «допустил в Киеве de facto академическую свободу, похожую на европейскую». Драгоманов пытался органично сочетать процесс обучения с практической общественной работой, на которую подталкивали разбуженные общей ситуацией политические настроения. Этапным в процессе становления Драгоманова как политического и общественного деятеля, стало выступление над гробом Шевченко в Киеве, при перезахоронении великого Кобзаря на Чернечьей горе.
Так называемая «студенческая громада» изучала фольклор и интересовалась литературой. Драгоманов принадлежал к кружку космополитов и объяснял это таким образом: «Сам украинец по происхождению, и видя в Киеве не мало того, о чём в остальной России понятия не имели, я во многом разделял сомнения и идеи украинских националистов, и во многом они мне казались реакционными: я не мог разделять равнодушия их к русской литературе, которую считал более развитой теперь, нежели украинская, и более полной общеевропейских интересов (я далеко больше находил политически воспитывающего в „Колоколе“ и „Современнике“, нежели в „Основе“)».
В 1863 г. Драгоманов стал членом общества «Громада», объединения, которое было формой пробуждения сознания национальной интеллигенции к познанию украинской истории, культуры, народного быта, права. Позже, в 1870-х гг., появились новые, «молодые» общины, в уставах которых уже стоял вопрос о «самостоятельном политическом существовании» Украины с «выборным народным правлением».
Однако впоследствии он вступил в «Громаду», приблизившись к ней на почве педагогических интересов: издания серии популярных книг. Но уже в 1863 министр внутренних дел Валуев запрещает печатание украинских популярных и педагогических книг ввиду того, что «никакого особенного малороссийского языка не было, нет и быть не может». В том же году Драгоманов окончил университет, в следующем — защитил диссертацию «Император Тиберий», а в 1869 — магистерскую — «Вопрос об историческом значении Римской империи и Тацит». В 1865 был избран советом университета штатным доцентом.
С середины 1860-х годов становление Драгоманова как учёного происходило в тесной взаимосвязи с его публицистической деятельностью. В его работах того времени — исторических, этнографических, филологических, социологических — невольно происходит смещение акцентирования на политическую подоплеку. В 1870-м году Киевский университет отправил Драгоманова за границу. Но вместо запланированных двух лет молодой учёный пробыл там почти три, посетив за это время Берлин, Прагу, Вену, Флоренцию, Гейдельберг, Львов. Это трёхлетнее зарубежное турне было чрезвычайно плодотворным для Драгоманова. После него он смог критически осмотреть и оценить свои убеждения, сопоставляя их с научным западноевропейским опытом. Особое место в политически-публицистической деятельности Драгоманова занимала Галичина. Он пытался «разбудить» галицкую общественную жизнь (так, как он это понимал), поднять уровень общественного сознания.
Донос (обвинение в украинофильстве и сепаратизме) лишил Драгоманова кафедры и сделал его с 1875 года политическим эмигрантом. Осенью 1875 года через Галицию и Венгрию он отправился в Вену с намерением создать там очаг национальной политической мысли, начать выпуск украинской газеты. Спустя год Драгоманов создал в Женеве общественно-политический сборник «Громада». Было издано 5 томов сборника. Его главной целью являлось предоставление большого количества материалов для изучения Украины и её народа, его духовных начинаний и стремления к свободе и равенству среди мирового сообщества.
По своим социально-политическим взглядам Драгоманов был ярким представителем украинской интеллигенции 1870-х гг. В области национального вопроса он соединял федералистические стремления революционно настроенных представителей тогдашней украинской интеллигенции с неопределенным индивидуалистическим космополитизмом демократического направления. Порвав на этой почве с Киевской украинской громадой и выступив против централистических тенденций тогдашнего народничества, Драгоманов в конце концов стал за границей выразителем либерально-конституционных тенденций, органом которых была газета «Вольное слово», которую Драгоманов редактировал.
Этот орган русских конституционалистов, издававшийся в действительности на средства, находившейся в связи с третьим отделением «Священной дружины», не нашёл почвы и вскоре прекратился. Несмотря на своё только годичное существование, газета Драгоманова оказала влияние на последующее развитие либерально-конституционной мысли. Так, либеральный журнал «Освобождение» в 1900-х гг. заявлял, что он считает Драгоманова своим предшественником.
В то время, как на Западной Украине ещё при жизни Драгоманова его социалистические идеи повлияли на становление первой украинской партии РУРП, на почве остальной части Украины издание Драгоманов предвосхитило влияние украинских эсефов («социалистов-федералистов») — либерально-демократической партии, близкой к кадетам. Демократическая, федералистическая теория Драгоманова в течение долгого времени оказывала своё влияние на украинскую интеллигенцию; были неудачные попытки рассматривать Драгоманова даже как одного из предшественников украинского марксизма.
Свои федералистские идеи Драгоманов проводил в статьях о культурном и литературном развитии малых национальностей. В «Вестнике Европы» (сентябрь и октябрь 1874) цензура вырезала его статью «Очерки новейшей литературы на малороссийском наречии». Пропаганде федерализма посвящены и статьи о галицийской литературе. В Галиции и в Буковине Драгоманов имел, правда, лишь небольшой круг своих поклонников (во главе с Михаилом Павликом и Иваном Франко). Со второй половины 1880-х гг. Драгоманова приглашали к сотрудничеству ряд ведущих изданий Галичины.
В Эмсском указе 1876 г., направленном против украинского языка и украинофилов, указывалось на необходимость высылки Драгоманова и Павла Чубинского как опасных агитаторов. На основании этого указа были ликвидированы Громады, уволен ряд профессоров-украинцев из Киевского университета вместе с Драгомановым. В 1878 году на Парижском литературном конгрессе Михаил Драгоманов зачитал доклад «La littérature oukrainienne proscrite par le gouvernement russe» («Украинская литература, запрещённая российским правительством»), в которой резко осудил Эмсский указ и выступил в защиту украинского языка и культуры. Прочитав этот доклад, вышедшей отдельной брошюрой, Карл Маркс подчеркнул в тексте такие слова: «Тарас Шевченко — сын народа в полном смысле этого слова. Больше, чем кто-либо другой, он заслуживает титула народного поэта».
В 1889 году Драгоманов был приглашён преподавать на кафедре всеобщей истории историко-филологического факультета Софийского университета (Болгария, тогда Княжество Болгария), где работал до своей кончины. «Подавленное состояние духа в значительной мере увеличивается от осознания печального положения дел в Украине», — свидетельствовала Леся Украинка о последних днях своего дяди.
Умер и похоронен в Софии.
Жена — Людмила Михайловна (1843 г.р.), дочь артиллерийского подполковника Кучинского. Дочь — Лидия (1865 г.р.).

## Научная деятельность
В студенческие годы увлекся историей древнего мира. Под руководством профессора В. Я. Шульгина подготовил диссертацию на право чтения лекций в университете «император Тиберий», которую защитил в 1864.
Несмотря на убеждение что «для политики нужна история, как для медицины физиология» был сторонником объективизма. Не был склонен к мифологизации истории, использования мифов в системе обоснования прав или требований украинцев, зато стремился находить рациональные аргументы для объяснения явлений и процессов политической жизни.
Работал учителем географии во 2-й киевской гимназии. В 1865 году был принят на должность приват-доцента на кафедру общей истории историко-филологического факультета Киевского университета Св. Владимира. Читал лекции по истории Древнего Востока, истории и историографии Древней Греции, истории Древнего Рима, Новой истории (эпохи Реформации и Возрождения). Опубликовал ряд статей по древней истории. В 1870 — защитил магистерскую диссертацию на степень магистра всеобщей истории на тему «Вопрос об историческом значении Римской империи и Тацит». После научной командировки за границу в 1873 назначен на должность штатного доцента.
В 1875 уволен из университета за политическую деятельность.

## Значение
Значение Драгоманова для развития всей украинской литературы никто не мог отрицать. «В то время в Галиции господствовало в литературе „старорусское“ направление. Книжная тяжелая, искусственная речь, далекая от живого народного языка, была совершенно непонятна местному населению, но галицкая интеллигенция с предубеждением относилась к народному языку, как и вообще к крестьянской массе».
Драгоманов боролся с этой книжностью и подражательностью, стремясь приблизить литературу к народной, крестьянской поэзии. В полемике с Гринченко (Чайченко) Драгоманов восставал против провинциальной ограниченности, националистической узости и шовинизма буржуазной украинской литературы и писал: «напрасно Чайченко хочет нас восстановить против русских как народа… все народы — русские, или поляки, или украинцы — имеют и своё плохое и своё хорошее в натуре. Плохое больше происходит от малого образования, чем из природы народов, и поэтому нам всем — и русским, и полякам, и украинцам — вместо того, чтобы враждовать, нужно просвещаться и добиваться вместе свободы» (Переписка с Павликом, т. VII, стр. 87).
В своих научных и литературно-критических работах 1870—1890-х («Литература русская, великорусская, украинская и галицкая», 1873—1874; «Письма на Надднепрянскую Украину», 1893—1894; "Празднование годовщины Шевченко в «русском обществе», 1873; «Война с памятью о Шевченко», 1882; «Т. Шевченко в чужом доме его имени», 1893 и др.) требовал, чтобы литература непременно руководствовалась принципами верности правде жизни, соответствовала своему времени, достигала проблемами и героями глубин общественной жизни.
Большое значение имела разработка Драгомановым концепции народности литературы. Он подчеркивал историчность этой категории, которая, постоянно развиваясь, обновляя содержание и форму, проявляла глубокую чувствительность к общественным и эстетическим потребностям народа. Поддерживая в творчестве украинских писателей действительно народное, М. Драгоманов вёл решительную борьбу против псевдонародности, провинциальности и ограниченности литературы.
Не любил Драгоманов схоластических препирательств и о «литературных правах»: эти права и их широта, по его мнению, определяются самим фактом существования на данном языке произведений действительной литературной ценности.
В 1879 году появилась в четвёртом сборнике журнала «Громада» (женевского издания Драгоманова) его главная критико-публицистическая работа «Шевченко, украинофилы и социализм». Исходная точка зрения работы Драгоманова — не историко-литературная, а публицистическая: речь шла не столько о Шевченко, сколько о том, можно ли Шевченко считать социалистом и в какой степени его произведения пригодны для пропаганды социализма в украинских массах.
Драгоманов решительно отмежевался здесь от русского народничества. В одном письме (к Павлику) сам Драгоманов подчеркивает: «Статья „Шевченко, украинофилы и социализм“, кроме попытки исторического, а не догматического взгляда на Шевченко, указывает на отличие шевченковского украинолюбства от современного европейского социализма и в то же время отличие этого социализма от народничества русского (бакунизма, идей Лаврова и пр.) и украинского. Подобно европейским социал-демократам, автор указывает на корень социализма в городских классах, но не смотрит пренебрежительно на крестьян и указывает возможность и необходимость привлечь их к городскому и фабричному социальному движению» (Переписка с Павликом, т. VIII, стр. 210).
Объясняя миросозерцание и деятельность Шевченко, Драгоманов принимает во внимание окружающую поэта среду. Классовое происхождение и сознание Шевченко Драгоманов противопоставлял его дворянскому окружению, украинофилам, выдвигавшим на первое место «национальное дело», а не вопрос о земле.
Научная работа Драгоманова исходила из его заинтересованности фольклором ещё во время пребывания в университете. Вначале он заинтересовался происхождением религии и мифологией арийских народов, затем от древнего мира перешёл к новым народам, к легендам и устному творчеству славян, особенно украинцев. Результатом были собрания украинского народного творчества (две книги сказок и две — песен, изданных в 1867). В 1869 Драгоманов вместе с историком В. Б. Антоновичем приступает к составлению свода украинских политических песен с историческим комментарием (первые два тома изданы в Киеве в 1874 и 1875).
В Женеве Драгоманов продолжает издание исторических песен («Новые украинские песни об общественных делах», 1881 — рекрутчина, отмена крепостничества, пролетаризация крестьянства, крестьянские отработки, батрачество, быт фабричных).
Известный как фольклорист и в научных кругах Западной Европы, Драгоманов занимает в истории украинского литературоведения почетное место пропагандиста теории известного немецкого учёного Бенфея, основателя теории заимствования, которую Драгоманов дополнил теорией Ланга (этнологической) и социологическими пояснениями заимствований.
Как представитель теории заимствования, Драгоманов осудил сравнительно-мифологическую теорию братьев Гримм и Буслаева. Методология Драгоманова является соединением двух теорий: социологической и сравнительной. Особенно ярко влияние Бенфея проявилось на работе Драгоманов «О шелудивом Буняке» («Розвідки», т. II, стр. 155). От буслаевской школы Драгоманов взял только принцип необходимости исследования взаимовлияний устной и книжной поэзии: в так называемом «народном» у новоевропейских наций — утверждал Драгоманов — очень много «книжного» и очень мало элементов местного, национального происхождения, особенно в сфере прозаической словесности: сказках, новеллах, анекдотах («Розвідки», т. I, стр. 192).
Ища отличия и сходства в обработке сюжетов, которые блуждают от народа к народу, Драгоманов подчеркивал сам интернациональное содержание художественного слова в разных национальных формах. Это увлечение изучением влияний привело Драгоманова к выводу, совершенно противоположному теории «самобытности» украинского «народного творчества»: «Очень много из того, что мы теперь находим в нашей стране и даже в сфере её неграмотного населения, это продукт не местный и не „народный“, а общий всем историческим народам продукт культурный» («Розвідки», т. I, стр. 155).
Нужно сравнивать варианты сюжетов, находить самостоятельно разработанные подробности их, отвечающие бытовым признакам — географическим, общественным, моральным — страны и эпохи. Всевозможные заимствования обрабатываются различно с известными социальными целями.
Драгоманов исследует «эмбриогенезис» произведения — процесс его роста и распространения. Методология Драгоманова намечает путь от конкретного текста (летописное сообщение) к разрешению вопроса: был ли этот факт созданием самостоятельного творчества на основе исторического события, или же заимствован у других народов. Драгоманов пытается объяснить, что такое народное устное творчество и национальные пересказы. Чувствуя недостаточность сравнительного метода, он пытался возместить её этнологическим и социологическим анализом.
Социально-политические и научные идеи Драгоманова тесно связаны. Публицист и учёный в нём сочетаются и сливаются. Драгоманов был далек от кабинетно-профессорского самомнения и отличался широтой своих взглядов на научную работу. В одном письме его читаем («Переписка с Иваном Франко и другими», 1885—1887, стр. 210—211): «Прежде всего скажу, что научность — дело относительное. Работа может иметь „газетную форму“ и быть более научной, чем диссертация. Не все схоластическое — научно, не все публицистическое — ненаучно». Задачи науки были для него неотделимы от вопросов жизни.
Одним из первых в украинском литературоведении обратился к анализу романтизма как направления в искусстве, что в предыдущие десятилетия сыграло положительную роль в становлении национальной литературы, вызвав заинтересованность к устному народному творчеству, этнографии, мифологии украинцев. Тем самым были подготовлены предпосылки для возникновения и развития реализма, который стал доминировать в украинской литературе второй половины XIX века.
Концепция реализма в эстетике М. Драгоманова строилась на требовании беспристрастного, объективного изображения жизни. Недооценка преимуществ реалистического способа отражения действительности вела к тому, что отдельные украинские писатели (например, О. Стороженко) рисовали абстрактные схемы, а не живых людей, восхищались дидактизмом, в то время как художественное творчество требует «выводить на сцену существующие, а не вымышленные лица и положения». Достижения реализма в украинской литературе учёный связывал с творчеством Тараса Шевченко, Марка Вовчка, Панаса Мирного, Ивана Нечуй-Левицкого, частично Юрия Федьковича. Занимаясь сравнительным литературоведением, М. Драгоманов пропагандировал важность общечеловеческих эстетических ценностей в развитии культуры украинского народа.
Большим замыслом Драгоманова был план истории украинской литературы, который он так и не осуществил. Приходилось начинать все заново, а это было не под силу даже такому образованному, талантливому и деятельному человеку, как Драгоманов. Смерть прервала эту работу почти в самом начале.
Тем не менее значение Драгоманова для украинского литературоведения несомненно. Он воспитал целую плеяду молодых учёных.

## Политические взгляды
Не воспринимал как устремления социалистов-революционеров «сделать революцию без науки», так и надежду народников «сделать социализм как культуру без политики». «Нивеляторов» украинской национальности критиковал за попытки под лозунгами борьбы за объединение силой внедрять среди украинцев русский язык как государственный.
Обосновывал этническую и психологическую отдельность украинцев. Последовательно выступал против тех, кто утверждал, что «национальность — пустой идеал», потому что считал: во-первых, национальность существовала всегда и, во-вторых, отечество человеку представляется главным образом именно нацией, которая в ней живет, иначе отечеством будут горы, реки и болота. Спасение для украинцев видел в создании «своего» государства, которое бы было «Союзом для обороны себя от чужих».
Внёс заметный вклад в развитие политической и правовой идеологии либерального и демократического движения в Украине:
- Создал концепцию общества, которое базируется на идее ассоциации развитых личностей. Реализация этого идеала возможна при федерализме с максимальной децентрализацией власти и самоуправления общин и областей. Для Драгоманова человек — основа основ социального устройства, высшая ценность, гарантом права которой может быть только свободная самоуправляющаяся ассоциация (община), а не государство. Михаил Драгоманов в принципе и в далекой перспективе был сторонником анархизма прудоновского типа и одновременно выдвигал идеи построения государства на федеративных началах[10].
- Анализируя формы государства, отмечал, что унитарное, централизованное государство — это воплощение деспотизма, диктатуры меньшинства. Наилучшая форма, по его мнению, — организованная федерация (вроде США или Швейцарии), основой которой является общественное самоуправление, местное самоуправление, гарантия естественных прав и свобод человека.
- Как и Н. Костомаров, был сторонником федерализма в построении государства. Однако если Костомаров высказывался за объединённое панславянское государство, то Драгоманов ограничивался Федеративной перестройкой России. Он представлял будущую Федерацию на принципиально новых началах:
  - отстаивая приоритет прав и свобод личности в государстве. По его мнению, террор и диктатура не могут быть средствами построения прогрессивного общественно-политического строя. Новый уклад государства предусматривался на началах политической свободы, которая будет гарантировать права человека и гражданина, отмены телесных наказаний и смертной казни, неприкосновенность жилья без судебного постановления, секретность частной переписки, свободу совести, печати, слова и вероисповедания. При этом церковь отделялась от государства
  - создание федерации не как дарение прав и свобод субъектам федерации «сверху», а как делегирование полномочий высшим органам государства «снизу»
  - суд на страже прав и свобод, куда гражданин мог обратиться с иском не только против сограждан, но и против любого чиновника, что для тогдашней России было чрезвычайно актуально.
- Не представлял политической свободы граждан без серьезных и социальных реформ, в число которых входили:
  - ликвидация такого пережитка крепостничества, как юридическое неравенство;
  - преодоление сословного принципа распределения налогов;
  - осуществление постепенной национализации главных средств производства с предоставлением права пользоваться ими населению.
- В государственно-правовой концепции предусматривал три ветви власти: законодательную, судебную и исполнительную. Законодательная принадлежала бы двум думам — государственной и союзной. Главой государства мог быть император с наследуемой властью или избранный. В третью ветвь власти — судебную, кроме Верховного суда (Сената), входили судебные палаты областных, уездных и городских дум. Статус судей определял закон. Членов Верховного суда назначал глава государства пожизненно.

Таким образом, своей государственно-правовой концепцией Драгоманов предлагал парламентское государство с принципами самоуправления, которое бы влияло на социальную и экономическую сферы общества, придавало бы большое значение просвещению и законодательству, открывало перспективы для реформ.
Ценность политического учения Драгоманова, во-первых, заключается в том, что оно направлено на защиту прав и свобод человека. Учёный вплотную подошёл к разработке важнейшего признака правового государства — ответственности государства перед гражданином в случае нарушения его прав. Во-вторых, попытки Драгоманова ввести Украину в европейское сообщество народов путем приближения её к европейским политическим и правовым стандартам. В-третьих, учёный создал первый в истории России проект Федеративной перестройки государства, отдельные аспекты которого были реализованы позднее на практике. Примером этого является сегодняшний российский двухпалатный парламент.
Первичным в политических идеях Драгоманова был гуманизм, вера в духовное совершенствование человека, в прогресс общества, который он понимал под углом зрения удовлетворения стремлений и потребностей человека. Учёный отстаивал ценности демократического общества, основанного на принципах разума, солидарности и направления к «интегральному» развитию личности. Ему присуща преданность идее верховенства права как гарантии стратегии социального развития.
В феномене национальности Драгоманов выделял два аспекта. Во-первых, нацию он понимал как продукт исторического развития, устойчивого объединения людей с общей судьбой, языком, традициями, представлениями о прошлом и стремлениями к будущему. Во-вторых, современная нация для него была сообществом, в котором реализуется потенциал, прежде всего, её ведущих деятелей и их культурных, духовных, научных, творческих возможностей. Драгомановские концепции решения национального вопроса в Европе отличались оригинальностью. Это — теория «плебейских наций», историософская идея «неполноты» исторического, социального и культурного развития безгосударственных наций. Стремясь к гармонизации межнациональных отношений Драгоманов порой преувеличивал роль рациональных факторов, способность национальных коллективов взаимодействовать на принципах гуманности, диалога и взаимных уступок.
Новационной была его европоцентристская модель общественно-политического развития. С точки зрения «центральных» и «периферийных» процессов развития Европы он интерпретировал ключевые события истории, определял уровень асинхронности развития восточноевропейских народов в сравнении с процессами, присущими народам западноевропейским.

## Память

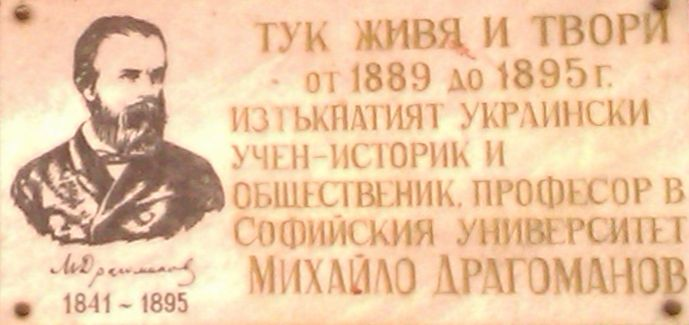
Памятная доска Драгоманова в Софии

В честь М. П. Драгоманова названы улица в Киеве (жилмассив «Позняки»), во Львове, Луцке, Полтаве, Харькове и Днепре.
До 20 сентября 1936 года имя Драгоманова носил переулок в Харькове (ныне — улица Квитки-Основьяненко).
В честь М. Драгоманова в Гадяче установлена памятная доска в урочище Зеленый Гай, где жила семья Драгомановых.
В 1993 году Украинская студия телевизионных фильмов выпустила фильм «Титан. Михаил Драгоманов» (сценарий Владимира Колодяжного, режиссёр Алексей Мажуга).
Также в честь Драгоманова в Киеве назван Национальный педагогический университет имени М. П. Драгоманова.
В 2001 году по случаю 160-летия со дня рождения ученого НБУ выпустил юбилейную памятную монету.

## Литература

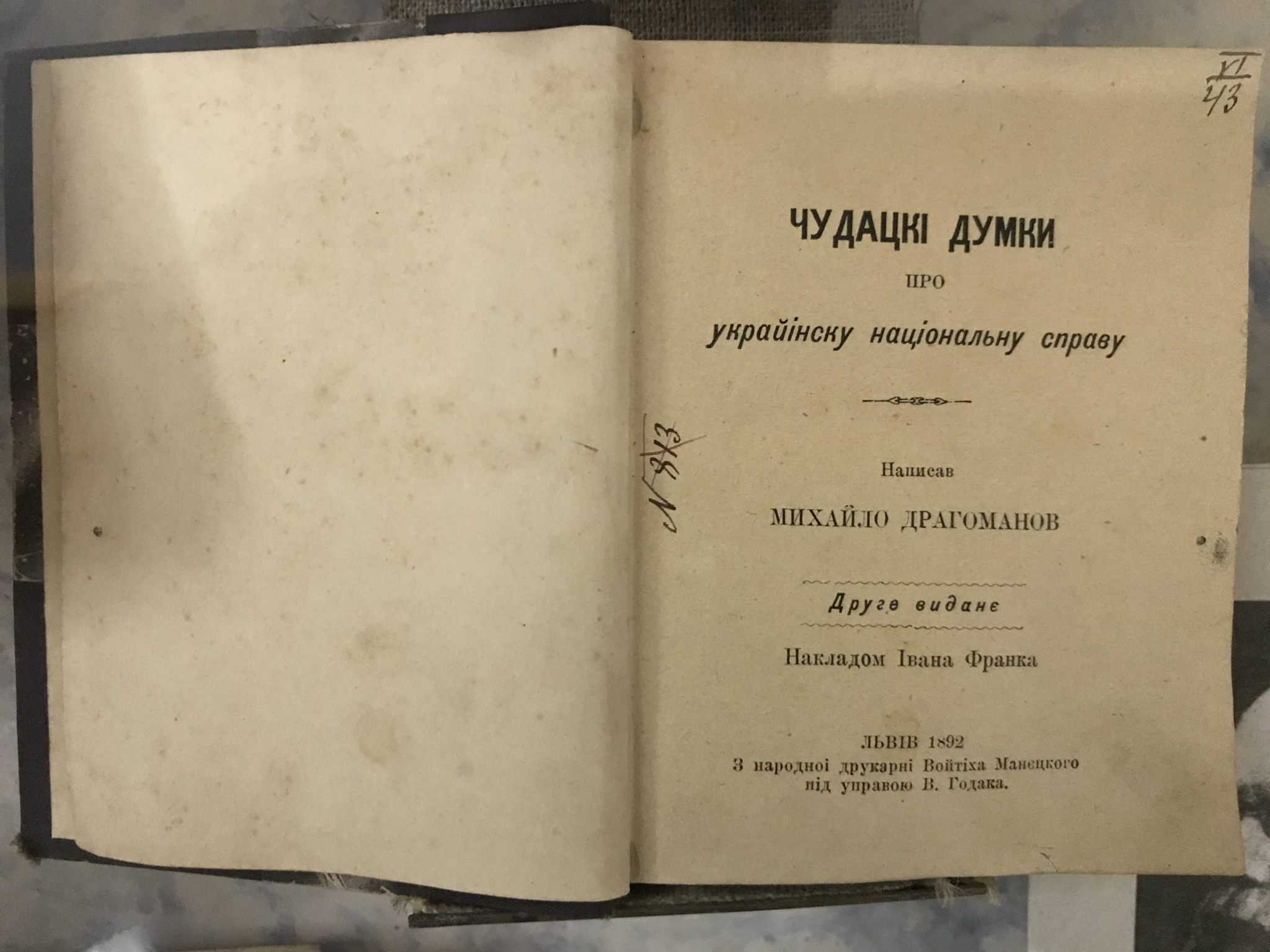
Михаил Драгоманов, «Чудацькі думки про украінську національну справу», Львов — 1892. Черниговский литературно-мемориальный музей-заповедник М. М. Коцюбинского